# Ubertin de Casale
Pour les articles homonymes, voir Casale.
 Ubertin de Casale (Ubertino da Casale, né à Casale Monferrato, dans le Piémont en 1259, et mort vers 1330) est un prédicateur et théologien italien qui appartenait à l'ordre des Frères mineurs, les franciscains.

## Biographie
Ubertin naît à Casale Monferrato dans le Piémont en 1259, et entre chez les franciscains à quatorze ans en 1273 à Gênes. Il poursuit ses études à Paris, puis à Florence vers 1285 sous l'instruction de Pierre de Jean Olivi. Rien n'indique qu'il ait rencontré Dante Alighieri pendant cette période. Il profite également de son séjour en Toscane pour rendre visite à Jean de Parme à Greccio et rencontre Angèle de Foligno. L'enthousiasme qu'il éveille suscite des difficultés auprès de ses supérieurs. Cité devant le pape Benoît XI, il est acquitté grâce à l'intervention des habitants de Pérouse. Mais les ministres franciscains lui imposent le silence et le confinent au Mont Alverne en 1304. C'est dans cet endroit, encore imprégné du souvenir de la stigmatisation de saint François d'Assise, qu'il compose en sept mois L’Arbor vitae crucifixae Jesu.
Ubertin quitte l'Alverne en 1307 et se place sous la protection du cardinal Napoléon Orsini. En 1309, il est convoqué par le pape Clément V à Avignon afin de participer au concile de Vienne. Ce concile est, entre autres, destiné à opposer les partisans conventuels et spirituels de l'ordre franciscain. Porte-parole de son groupe, Ubertin dénonce violemment le genre de vie de ses adversaires. Il obtient gain de cause, mais se procure des rancunes tenaces de la part des ministres de l'ordre. Ces derniers l'accusent auprès Jean XXII de répandre les idées de Pierre de Jean Olivi, dont il a présenté une défense magistrale au concile de Vienne. Ubertin est contraint d'abandonner l'ordre en 1317, et rejoint, avec la dispense pontificale, l'ordre cistercien. Il reste pourtant à Avignon, auprès du cardinal Orsini. De nouveau accusé d'hérésie, il est convoqué par le pape Jean XXII en 1325. Ubertin s'enfuit d'Avignon et se réfugie auprès de l'empereur Louis de Bavière, le défenseur des doctrines spirituelles franciscaines, alors en lutte ouverte avec Jean XXII. Il meurt vers 1330 dans des circonstances mystérieuses.

## L'arbre de la vie
L’Arbor vitae crucifixae Jesu (L'arbre de la vie crucifiée de Jésus) (1305) est fortement inspiré du Lignum vitae de saint Bonaventure, et imprégné des idées de Joachim de Flore et Pierre de Jean Olivi. Il est composé de cinq livres : « Le premier, racine de l'arbre, contemple Jésus depuis sa génération éternelle par le Père jusqu'à sa nativité. Le second, érigeant le tronc de l'arbre, commence à la circoncision du Sauveur et finit à la manifestation publique de sa mission par le témoignage de son précurseur. Le troisième étend les rameaux de l'arbre dans la prédication fructueuse du Christ et le cénacle de ses disciples : il traite depuis S. Jean-Baptiste jusqu'à l'entrée triomphale à Jérusalem. Le quatrième poursuit l'histoire de Jésus jusqu'à l'assomption glorieuse de Marie, Reine du Ciel. Le cinquième montre les fruits multiples de l'arbre sacré : la multitude des fidèles délaissant l'église idolâtre, pour s'attacher de nouveau à l'arbre de vie, et l'union éternelle de l'humanité béatifiée avec le Rédempteur. »

## Dans la littérature
Umberto Eco en a fait l'un des personnages de son roman, Le Nom de la rose (1980). Dans l'adaptation cinématographique (1986), il est interprété par William Hickey.

## Œuvre
- Arbor vitae crucifixae Jesu (1305), Venise, 1485 [lire en ligne]